# Alif Naaba
Noura Mohamed Kaboré, connu sous le nom de scène Alif Naaba, né le 18 juillet 1982 à Koudougou, est un chanteur auteur-compositeur-interprète burkinabè.

## Biographie

### Jeunesse et débuts
De son vrai nom Noura Mohamed Kaboré, surnommé le Prince aux pieds nus, Alif Naaba est un auteur compositeur et interprète originaire du Burkina Faso. Né en 1982 à Koudougou, issu d’une famille nombreuse et descendant de la lignée royale du Naaba Konkiss, il s'imprègne très tôt de la musique traditionnelle en écoutant les mélodies fredonnées par sa mère, qui était chansonnière.

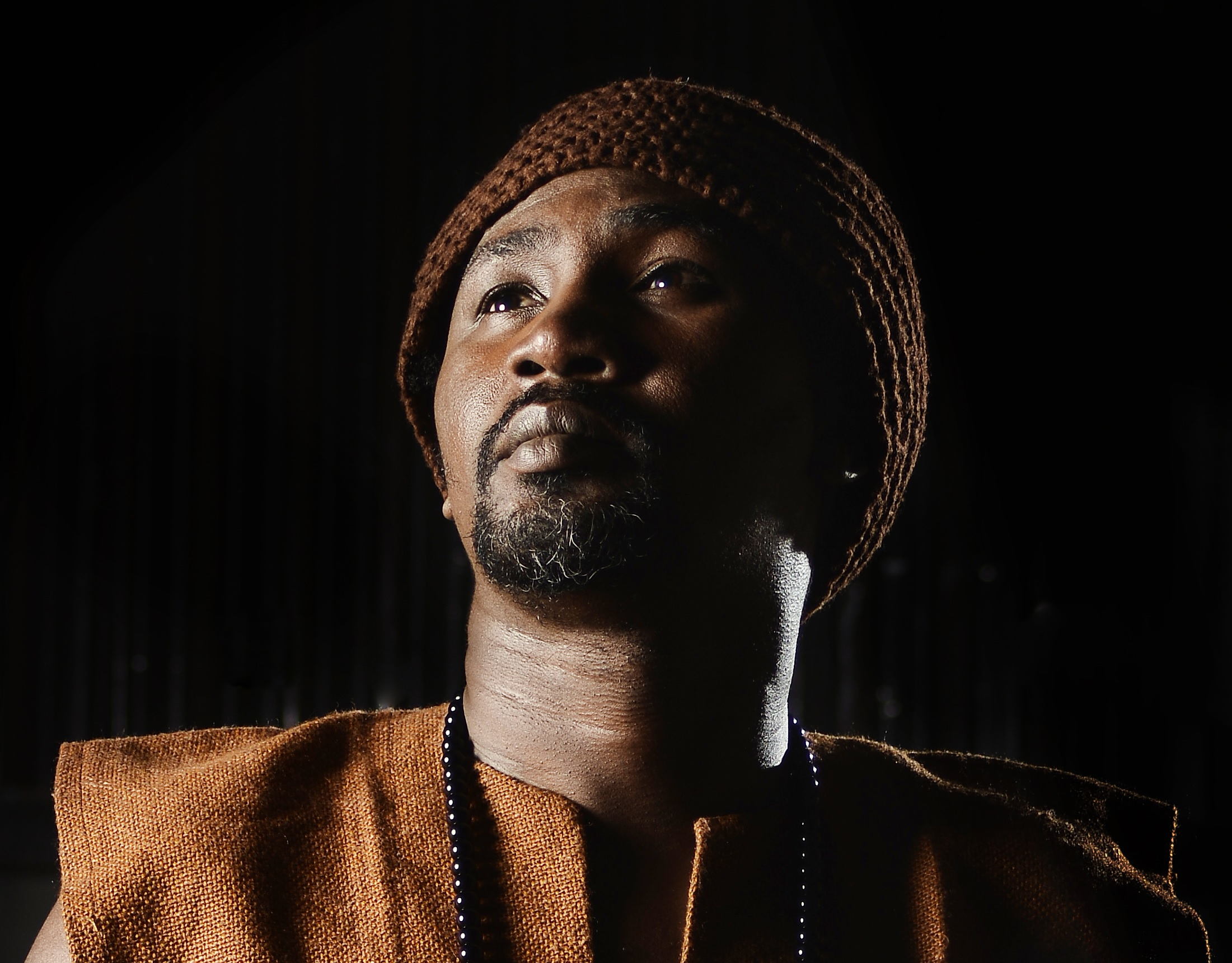
Alib Naaba

Dans les années 1990, Alif Naaba s'essaie à différents styles musicaux jusqu'à ce qu'il décide de créer sa propre approche basée sur ses inspirations profondes. Sa musique associe des compositions Jazz, pop-folk et musique traditionnelle moagha, pour créer un style spécifique, une musique Afro-Groove influencée par le terroir,.

### Parcours
En 1999, il enregistre son premier album, Regards Métis. C'est un succès pour lui et il reçoit le prix du meilleur artiste de la diaspora aux Kundé.  Il vit en Côte d'Ivoire jusqu'en 2003.  
En 2005, il sort son deuxième album Foo, qui reçoit un accueil chaleureux de la part du public. Avec cet album, Alif Naaba remporte le prix de la meilleure chanson francophone aux Kundé.
En 2007, il chante avec l'Italienne Irene Grandi. En 2008 et 2009, à la suite de sa rencontre avec la dramaturge et metteuse en scène rwandaise Odile Gakire Katese, il compose la musique qui célèbre le 15e anniversaire du génocide au Rwanda, dans la pièce Nguino Ubeho.
Wakat, sorti en 2009, est le 3e album de celui qui sera désigné Meilleur artiste de l'année 2010 par le quotidien L'Observateur paalga. En 2012, Alif Naaba est lauréat du prix "Visa pour la création". À ce titre, il fait plusieurs résidences entre Kigali au Rwanda, Paris en France et Ouagadougou au Burkina Faso. Son 4e album est présenté au public le 16 mai 2013 : il s'intitule Yiki (Lève-toi). Dans la foulée, Alif Naaba enchaîne avec une tournée de 12 spectacles dans 10 pays en Afrique. Il organise par ailleurs des concerts en Afrique, en Europe et en Asie, et participe à de nombreux festivals.
Son nouvel et cinquième album, SO WOK sorti en 2021, a été annoncé par un premier single «Gomdé» paru en décembre 2019.
Consacré meilleur artiste en 2014 au Burkina Faso par les KUNDE, (Victoires de la musique au Burkina Faso), Alif obtient en 2017 un disque d’or pour sa collaboration avec le groupe français DUB INC.
Alif Naaba est l'initiateur d'un centre de création dédié au monde de l'art appelé "Paongo", inauguré le 8 décembre 2015, désormais rebaptisé "La Cour du Naaba".

## Les rencontres musicales africaines
Il est à l'origine des Rencontres Musicales Africaines (REMA), qui réunissent depuis 2018 à Ouagadougou des professionnels de la musique d'Afrique et d'ailleurs, pour échanger sur des thèmes liés à l’économie de la musique. Il contribue ainsi à la structuration professionnelle de l'industrie musicale. Les REMA connaissent un véritable succès depuis leur première édition qui a eu lieu en 2018. Premier événement du genre au Burkina Faso, les REMA sont un rendez-vous incontournable qui vise à la professionnalisation de l'industrie musicale en Afrique, pour en faire un levier de développement.
Les REMA, ce sont 3 jours de réflexions et d’échanges avec la mise en place d’une plateforme continue de partages d’expériences des acteurs de la musique, autour du business de la musique en Afrique: des Panels Professionnels, Keynotes, Conférences, Workshops, Showcases, Networking, showcases et grand concert international,.

## La Cour du Naaba
Avec sa structure, « La Cour du Naaba », Alif Naaba capitalise une longue expérience dans le champ des initiatives culturelles et créatives. Créée en 2007, elle intervient dans le domaine de la production d’artistes tels que Alif Naaba, Nabalüm, la production (les albums Saké (2018) de Nabalüm, Wakat (2009), Yiki (2013) et So Wok (2021) d’Alif Naaba ainsi que différents singles) et l’édition musicale. Elle administre et organise également les tournées, telles que celles en Afrique Australe et en Asie du Sud-Est (2013 et 2015), la tournée africaine de Nabalüm (2017) et a mis en œuvre une tournée pour le groupe français Dub Inc. Elle intervient également dans la formation avec le dispositif « Incubazic », avec plus de 600 acteurs de l’industrie musicale formés aux nouveaux métiers de la musique. Elle assure également la programmation musicale d’événements tels que la Cérémonie d’ouverture du FESPACO en 2015,.

## Festivals, événements

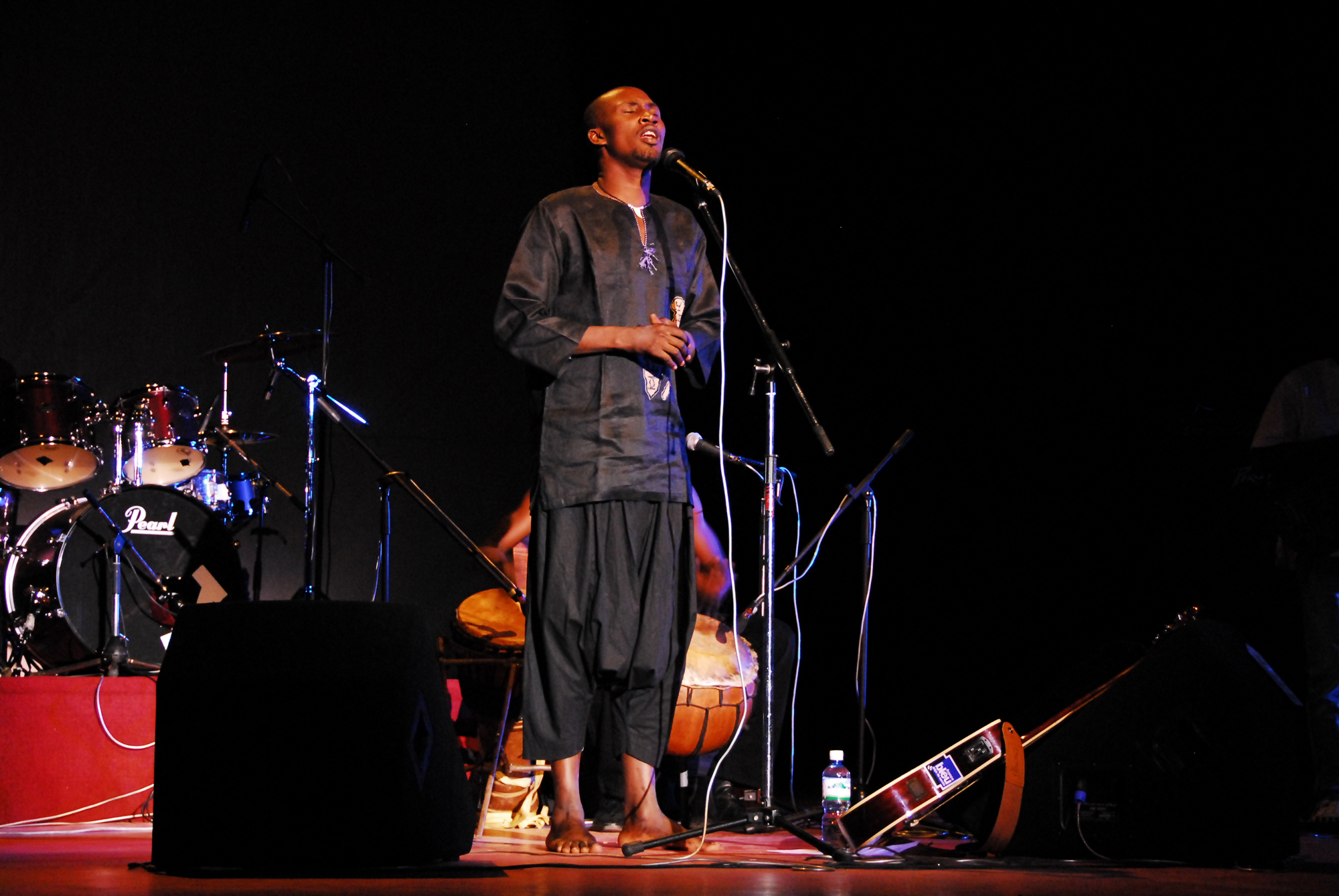
Alif Naaba sur scène

Alif Naaba a participé notamment aux festivals, événements et marchés suivants :
- Festival Lafi Bala en France en 2007[14]
- Festival des musiques urbaines d'Anoumabo à Abidjan en Côte d'Ivoire - (Avril 2009)[15]
- Concert le 27 novembre 2009 à Ouagadougou[16]
- Concert en décembre 2009 à Abidjan[16]
- GlobalFest 2010 à New York aux États-Unis[17]

- Concert au Rwanda en 2010[16]
- Festival international Cervantino au Mexique en 2010[4]
- Concert à Ouagadougou en 2013[18]
- Marché des Arts du Spectacle Africain en Côte d'Ivoire - MASA (1er au 8 mars 2014[19]
- Tournée africaine en Namibie, Rwanda, Tanzanie, Éthiopie, Madagascar, Djibouti, Soudan, Zambie
- Tournée Asiatique au Laos, Vietnam, Indonésie, Brunei
- concert en avril 2015 à la Maison du peuple de Ouagadougou et concert au théâtre de l'amitié de Bobo Dioulasso[20]
- Zénith de Dijon et de Saint-Étienne (France)
- Climate Show (Marrakech/Maroc)
- FEMUA (RCI)
- Visa for Music (Maroc)
- Les Invites de Villeurbanne (France)
- Salon Musique Ouagadougou décembre 2020

## Discographie

### Albums
1999: Regards Métis

### Singles
- 2015: Et Maintenant
- 2019: Gomdé
- 2020: Corona Tim (Vidéo)
- 2020: Participation à One Love Burkina, reprise de Bob Marley avec Alif Naaba, Smarty, Floby, Sydyr, Sissao, Mariah Bissongo et Nourat
- 2023: Ba Yir feat Kayawoto[22]
- 2024: N'nan[23]

## Récompenses
- Le Meilleur album de la Diaspora 2006[24]
- Kundé du public 2006[24]
- Clip d'or 2006[24]
- Meilleure chanson francophone avec le titre Enfin ce soir[24]
- KUNDE D'or en 2014
- FAMA 2017 du producteur phonographique de l'année
- Disque d'or en collaboration avec le groupe Français Dub Inc en 2017
- Kundé du meilleur clip vidéo featuring Kayawoto 2024[25]
- FAMA de l’année 2024[26]

## Engagement social
Alif Naaba est un artiste musicien engagé. Son histoire personnelle le conduit à se consacrer à des œuvres sociales, pour contribuer à construire l'avenir des autres, particulièrement celui des enfants. Alif Naaba a été désigné Ambassadeur de Bonne Volonté de l'Orphelinat Sainte Thérèse de l'Enfant Jésus de Loumbila. Le 2 octobre 2010, il a animé un concert de collecte de plus de 27 400 euros pour équiper le dispensaire de l'Orphelinat et pour acheter une ambulance. Le 6 octobre 2012, il récidive avec un concert de collecte de fonds, pour étendre et équiper la pouponnière de l'Orphelinat Sainte Thérèse de l'Enfant Jésus de Loumbila : 38 000 euros collectés. Le 23 novembre 2013, Alif Naaba participe à une collecte de fonds au profit de la Fondation Rama (Lutte contre la fistule obstétricale) : 7 600 euros collectés. Le 22 février 2014, aux côtés du Lions Club de Ouagadougou, il collecte des fonds en faveur des enfants malades du noma,,,.Il est également ambassadeur de l’ONG Save the Children mais également du PNUD,.
Il chante pour des causes telles que le changement climatique (Et maintenant), le Corona virus (Corona Tiim), la cohésion sociale (Participation à One Love Burkina, reprise de Bob Marley avec des vedettes burkinabè), l’éducation (Je veux retourner à l’école avec Vieux Farka Touré et Safiath) et la paix (Chanson collective et Tournée nationale avec le projet «nos voix pour la paix»).